# (12380) Sciascia
(12380) Sciascia (1994 PB14) – planetoida z pasa głównego asteroid okrążająca Słońce w ciągu 4,48 lat w średniej odległości 2,72 j.a. Odkryta 10 sierpnia 1994 roku.